# Harry Hotspur
Harry Hotspur (sir Henry Percy KG 20. maj 1364 – 21. juli 1403) var en engelsk ridder, der udkæmpede adskillige felttog mod skotterne ved grænsen mod nord og mod franskmændene under Hundredårskrigen. Tilnavnet "Hotspur" (hedspore, brushoved) fik han af skotterne som en hyldest for hans lynhurtige i fremrykning og villighed til at angribe. Som arving til en førende adelsfamilie i Nordengland, var han en af de tidligste og primære kræfter bag kong Richard 2's afsættelse til fordel for Henrik af Bolingbroke i 1399. Han kom senere i opposition til det nye styre, gjorde oprør og blev dræbt i Slaget ved Shrewsbury i 1403 på højden af sin berømmelse.

## Karriere
Henry Percy blev født den 20. maj 1364 i Northumberland på enten Alnwick Castle eller Warkworth Castle, som ældste søn af Henry Percy, 1. jarl af Northumberland, og Margaret Neville, datter af Ralph Neville, 2. lord Neville af Raby og Alice de Audley. Han blev slået til ridder af kong Edvard 3. i april 1377 sammen med de fremtidige konger Richard 2. og Henrik 4. I 1380 var han i Irland sammen med Edmund Mortimor, 3. jarl af March, og i 1383 rejste han rundt i Preussen. Han blev udnævnt til Lord Warden of the Eastern Marches enten den 30. juli 1384 eller i maj 1385 og ledsagede i 1385 Richard 2. på et felttog til Skotland. ”Som en hyldest for hans lynhurtige fremrykning og villighed til at angribe” ved den skotske grænse tildelte skotterne ham navnet 'Haatspore' (brushoved). I april 1386 blev han sendt til Frankrig for at styrke garnisonen i Calais og foretage indfald i Pikardiet. Mellem august og oktober 1387 var han kommandør over en flådestyrke i et forsøg på at undsætte belejringen af Brest. Pga. disse militære bedrifter blev han slået til ridder af Hosebåndsordenen i 1388. Genudnævnt som Lord Warden of the Eastern Marches, ledte han de engelske styrker mod James Douglas, 2. jarl af Douglas i Slaget ved Otterburn den 10. august 1388, hvor han blev fanget, men købt fri for en løsesum på 7000 mark.
I løbet af de næste par år voksede Percys omdømme fortsat. Han blev sendt på en diplomatisk mission til Cypern i juni 1393 og blev udnævnt til kongens stedfortræder i Aquitanien (løjtnant for hertugdømmet Aquitaine (1394–98)) på vegne af Johan af Gent. Han vendte tilbage til England i januar 1395, deltog i Richard 2.'s felttog til Irland og var tilbage i Aquitanien næste efterår. I sommeren 1396 var han igen i Calais.
Percys militære og diplomatiske tjeneste bragte ham betydelige anerkendelse i form af kongelige gavebreve og udnævnelser, men alligevel besluttede Percy-familien at støtte Henrik af Bolingbroke, den fremtidige Henrik 4., i hans oprør mod Richard 2. Da Henrik vendte tilbage fra eksil i juni 1399, sluttede Percy og hans far deres styrker til hans ved Doncaster og marcherede sydpå med dem. Efter kong Richards afsættelse blev Percy og hans far "overdådigt belønnet" med landbesiddelser og embeder.
Under den nye konge havde Percy omfattende civilt og militært ansvar både ved grænsen mod Skotland og i det nordlige Wales, hvor han blev udnævnt til High Sheriff of Flintshire i 1399. I det nordlige Wales var han under stigende pres af Owain Glyndŵr. I marts 1402 udnævnte Henrik 4. Percy til kongens stedfortræder i det nordlige Wales, og den 14. september 1402 sejrede Percy, hans far, og jarlen af Dunbar og March over en skotsk styrke i Slaget ved Homildon Hill. Blandt de tilfangetagne skotske fanger var Archibald Douglas, 4. jarl af Douglas.

## Oprør, død og opgravning
På trods af den gunst, som Henrik 4. viste Percy-familien i mange henseender, blev de mere og mere utilfredse med ham. Blandt deres klager var:
- Kongens undladelse af at betale deres løn for at forsvare den skotske grænse
- Kongens favorisering af Dunbar
- Kongens krav om, at Percy-familien overgav deres skotske fanger
- Kongens manglende evne til at bringe Owain Glyndŵrs oprør til ophør gennem forhandling
- Kongens stigende promovering af sin søns (prins Henrik) militære myndighed i Wales
- Kongens manglende vilje til at betale løsesum for Henry Percys svoger, sir Edmund Mortimer, som waliserne havde taget til fange i juni 1402[6]

Ansporet af disse klager gjorde Percys oprør i sommeren 1403 og greb til våben mod kongen. Ifølge J.M.W. Bean er det klart, at Percys var i ledtog med Glyndŵr. Da han vendte tilbage til England kort efter sejren ved Homildon Hill, udsendte Henry Percy proklamationer i Cheshire med beskyldning mod kongen for "tyrannisk styre".
Sammen med sin onkel, Thomas Percy, jarl af Worcester, marcherede Percy til Shrewsbury, for at kæmpe mod en styrke under prinsen af Wales. Hans fars hær var imidlertid langsom til at bevæge sig sydpå, og det var uden fars hjælp, at Henry Percy og Worcester ankom til Shrewsbury den 21. juli 1403, hvor de stødte på kongens store hær. slag ved Shrewsbury var hårdt med store tab på begge sider, men da Henry Percy selv blev slået ned og dræbt, flygtede hans egne styrker.
Omstændighederne omkring Percys død er forskellige i beretningerne. Krønikeskriveren Thomas Walsingham erklærede i sin Historia Anglicana, at "mens han førte sine mænd i kampen, langt inde i fjendens rækker, blev [Hotspur] uventet hugget ned, af hvis hånd vides ikke". En anden beretning fortæller, at Percy blev ramt i ansigtet af en pil, da han åbnede sin visir for at få et bedre overblik. Legenden om, at han blev dræbt af prinsen af Wales, ser ud til at være udbredt af William Shakespeare, der skrev i slutningen af det 16. århundrede.
Jarlen af Worcester blev henrettet to dage senere.
Efter at kong Henrik havde fået Percys lig efter slaget, siges det at han havde grædt. Liget blev bragt til begravelsen af Thomas Neville, 5. baron Furnivall til Whitchurch, Shropshire. Men da rygter begyndte at cirkulere om, at Percy stadig var i live, "lod kongen liget opgrave og udstille oprejst mellem to møllesten på markedspladsen i Shrewsbury". Da det var gjort, sendte kongen Percys hoved til York, hvor det blev sat på spyd over Micklegate Bar (en af byens porte). Hans lig delt i fire dele blev sendt til London, Newcastle upon Tyne, Bristol og Chester, før det endeligt blev leveret til hans enke. Hun fik liget begravet i York Minster i november samme år. I januar 1404 blev Percy posthumt erklæret en forræder, og hans landbesiddelser blev konfiskeret af kronen. 

## Ægteskab og afkom
Henry Percy giftede sig med Elizabeth Mortimer, den ældste datter af Edmund Mortimer, 3. jarl af March, og Filippa, det eneste barn af Lionel, 1. hertug af Clarence, og Elizabeth de Burgh, grevinde af Ulster.  Hun fødte ham to børn:
| Navn      | Fødsel          | Død              | Noter |
| --------- | --------------- | ---------------- | --- |
| Henry     | 3. februar 1393 | 22. maj 1455     | 2. jarl af Northumberland. Gift med Eleanor Neville, som fødte ham afkom. Dræbt i Det 1. slag ved St Albans under Rosekrigenen |
| Elizabeth | ca. 1395        | 26. oktober 1436 | Gift første gang med John Clifford, 7. baron Clifford, som blev dræbt under Belejringen af Meaux den 13. marts 1422, og som hun gav afkom. Gift anden gang med Ralph Neville, 2. jarl af Westmorland (d. 3. november 1484), som hun fødte børn. |

Efter den 3. juni 1406 giftede Elizabeth Mortimer sig for anden gang med Thomas Camoys, 1. baron Camoys, som hun fødte en søn, sir Roger Camoys. Thomas Camoys udmærkerede sig som en soldat i ledelsen af den engelske hærs bagtrop i Slaget ved Agincourt den 25. oktober 1415.

## Eftermæle
Henry Percy, 'Hotspur', er en af Shakespeares mest kendte personer. I Henrik den Fjerde, del 1, er Percy af samme alder som hans rival, prins Hal, som han bliver dræbt af mand mod mand. Faktisk var han 23 år ældre end prins Hal, den fremtidige kong Henrik 5., som blot var 16 år gammel på dagen for slaget ved Shrewsbury.
Navnet på en af Englands største fodboldklubber, Tottenham Hotspur FC, er et minde om Henry Percy, hvis efterkommere ejede jord i nærheden af klubbens første stadion i Tottenham sumpene.
En 4,3 m høj statue af Henry Percy blev afsløret i Alnwick af hertugen af Northumberland i 2010.